# 4818 Elgar
4818 Elgar è un asteroide della fascia principale. Scoperto nel 1984, presenta un'orbita caratterizzata da un semiasse maggiore pari a 2,2647248 UA e da un'eccentricità di 0,1301929, inclinata di 2,53983° rispetto all'eclittica.